# 奧地利的瑪麗亞·卡羅琳娜
玛丽亚·卡羅琳娜（1752年8月13日—1814年9月8日），出生時為奧地利女大公，之後成為那不勒斯和西西里王后。她在十六歲時與费迪南多三/四世結婚，並且是玛丽·安托瓦内特最喜愛的姐姐。